# Reinaldo Rueda
Reinaldo Rueda Rivera (n. 16 aprilie 1957, Cali, Columbia) este un antrenor de fotbal columbian care în prezent antrenează naționala de fotbal a Republicii Chile. În 2011, Rueda a fost naturalizat ca cetățean hondurian.

## Statistici ca antrenor
Statistici actualizate la 1 decembrie 2017.
| Colombia          | Columbia | September 2002 | September 2006 | 43  | 18  | 13 | 12 | 41,86 |
| Honduras          | Honduras | January 2007   | July 2010      | 53  | 31  | 5  | 17 | 58,49 |
| Ecuador           | Ecuador  | August 2010    | June 2014      | 50  | 19  | 17 | 14 | 38    |
| Atlético Nacional | Columbia | June 2015      | June 2017      | 116 | 70  | 28 | 18 | 60,34 |
| Flamengo          | Brazilia | August 2017    | January 2018   | 19  | 8   | 8  | 3  | 42,11 |
| Total             | Total    | Total          | Total          | 282 | 147 | 71 | 64 | 52,13 |